# Gouvernement Mori I
84e cabinet
(Keizō Obuchi) 86e cabinet
(Yoshirō Mori)
Le premier gouvernement Mori (第1次 森 内閣, Dai-ichi-ji Mori Naikaku) est le 85e cabinet (第85代 内閣, dai-hachi-jū-go-dai Naikaku) de l'empire du Japon, nommé le 5 avril 2000 par le nouveau Premier ministre Yoshirō Mori et officiellement investi par l'empereur le jour même. Il s'agit de la première administration formée par Yoshirō Mori, élu à la présidence Parti libéral-démocrate (PLD) majoritaire le 5 avril 2000 pour succéder à Keizō Obuchi, au pouvoir depuis 1998 et victime d'une crise cardiaque le 1er avril précédent (avant de finalement décéder le 14 mai). Il conserve aux mêmes postes l'ensemble des ministres du Cabinet de son prédécesseur. Il s'appuie sur une coalition de centre droit composée du PLD (centre droit, libéral conservatisme), du Kōmeitō (centre d'inspiration bouddhiste) et du Parti conservateur (droite, néolibéralisme et conservatisme, issu d'une dissidence récente du Parti libéral qui a quitté récemment la majorité), à quoi s'associe le soutien à la Diète (sans participer au gouvernement) du Club réformateur (néolibéralisme et réformisme administratif). 
Il s'agit essentiellement d'un gouvernement de campagne électorale, puisque des élections législatives doivent se tenir au plus tard en octobre 2000. La Chambre des représentants est finalement dissoute le 2 juin 2000 et le nouveau scrutin se tient le 25 juin 2000. Elles se traduisent par une victoire de la coalition sortante, avec toutefois une majorité moindre. Le gouvernement reste en fonction jusqu'à la tenue de la première séance de la 42e législature, le 4 juillet 2000, qui voit la réélection de Yoshirō Mori au poste de Premier ministre et la formation de son deuxième gouvernement.

## Composition
Les membres du précédent Cabinet maintenus à leurs postes sont indiqués en gras, ceux ayant changé d'attribution en italique. 

### Premier ministre
| fonction         | Personnalité | Parti | Faction    | Diète        | Circonscription        |
| ---------------- | ------------ | ----- | ---------- | ------------ | ---------------------- |
| Premier ministre | Yoshirō Mori | PLD   | (Seiwakai) | Représentant | Ishikawa (2e district) |

### Composition initiale (du4 juillet 2000au5 décembre 2000)

#### Ministres, chefs d'un ministère
| fonction | Personnalité        | Parti | Faction    | Diète        | Circonscription          |
| --- | ------------------- | ----- | ---------- | ------------ | ------------------------ |
| Ministre de la Justice | Hideo Usui          | PLD   | Banchō-ken | Représentant | Chiba (1er district)     |
| Ministre des Affaires étrangères | Yōhei Kōno          | PLD   | Taiyūkai   | Représentant | Kanagawa (17e district)  |
| Ministre du Trésor | Kiichi Miyazawa     | PLD   | Kōchikai   | Représentant | Hiroshima (7e district)  |
| Ministre de l'Éducation et de la Culture Directeur général de l'Agence des Sciences et des Technologies | Hirofumi Nakasone   | PLD   | Shisuikai  | Conseiller   | Préfecture de Gunma      |
| Ministre de la Santé et des Affaires sociales également ministre d'État chargé des Retraites | Yūya Niwa           | PLD   | Kōchikai   | Représentant | Ibaraki (6e district)    |
| Ministre de l'Agriculture, des Forêts et de la Pêche | Tokuichirō Tamazawa | PLD   | Seiwakai   | Représentant | Tōhoku (proportionnelle) |
| Ministre du Commerce international et de l'Industrie également ministre d'État chargé de l'Exposition internationale                                                                                                 | Takashi Fukaya      | PLD   | Kinmirai   | Représentant | Tokyo (proportionnelle)  |
| Ministre des Transports Directeur général de l'Agence de développement de Hokkaidō également ministre d'État chargé de l'Nouvel aéroport international de Tōkyō                                                      | Toshihiro Nikai     | PC    | -          | Représentant | Wakayama (3e district)   |
| Ministre des Postes et Télécommunications | Eita Yashiro        | PLD   | Heiseikai  | Représentant | Tokyo (12e district)     |
| Ministre du Travail | Takamori Makino     | PLD   | Shisuikai  | Représentant | Fukui (2e district)      |
| Ministre de la Construction Directeur général de l'Agence nationale du Territoire également ministre d'État chargé de la Tsukuba Science City, de l'aménagement du territoire et de la délocalisation de la capitale | Masaaki Nakayama    | PLD   | Shisuikai  | Représentant | Kinki (proportionnelle)  |
| Président de la Commission nationale de sécurité publique | Kōsuke Hori         | PLD   | Heiseikai  | Représentant | Saga (3e district)       |

#### Chef du secrétariat et du bureau du Cabinet
| fonction | Personnalité | Parti | Faction   | Diète      | Circonscription       |
| --- | ------------ | ----- | --------- | ---------- | --------------------- |
| Secrétaire général du Cabinet Directeur général de l'Agence de développement d'Okinawa également ministre d'État chargé de l'Égalité entre sexes | Mikio Aoki   | PLD   | Heiseikai | Conseiller | Préfecture de Shimane |

#### Ministres d'État ne dirigeant pas un ministère
| fonction | Personnalité      | Parti   | Faction  | Diète        | Circonscription           |
| --- | ----------------- | ------- | -------- | ------------ | ------------------------- |
| Ministre d'État, Président de la Commission de la reconstruction financière | Sadakazu Tanigaki | PLD     | Kōchikai | Représentant | Kyōto (5e district)       |
| Ministre d'État, Directeur général de l'Agence de Gestion et de Coordination également ministre d'État chargé de la Réforme du gouvernement central                                                  | Kunihiro Tsuzuki  | Kōmeitō | -        | Conseiller   | Proportionnelle nationale |
| Ministre d'État, Directeur général de l'Agence de Défense du Japon | Tsutomu Kawara    | PLD     | Kōchikai | Représentant | Ishikawa (3e district)    |
| Ministre d'État, Directeur général de l'Agence de planification économique également ministre d'État chargé de la Coordination des transports et des commémorations du Passage au nouveau millénaire | Taichi Sakaiya    | -       | -        | -            | -                         |
| Ministre d'État, Directrice générale de l'Agence de l'environnement également ministre d'État chargée des Problèmes environnementaux mondiaux                                                        | Kayoko Shimizu    | PLD     | Seiwakai | Conseillère  | Proportionnelle nationale |

#### Conseiller spécial auprès du Premier ministre
| fonction                                                             | Personnalité       | Parti | Faction  | Diète        | Circonscription        |
| -------------------------------------------------------------------- | ------------------ | ----- | -------- | ------------ | ---------------------- |
| Conseiller spécial auprès du Premier ministre à la Réforme éducative | Nobutaka Machimura | PLD   | Seiwakai | Représentant | Hokkaidō (5e district) |